# ミール地方の城と関連建物群
ミール地方の城と関連建物群（ミールちほうのしろとかんれんたてものぐん、ベラルーシ語: Мі́рскі за́мак）は、ベラルーシのフロドナ州カレリーチにある城とそれに関連する建造物群である。29キロメートル南東には同じく世界遺産に登録されているネスヴィジ城が存在する。

## 歴史
15世紀末から16世紀初めにかけてミール村付近ゴシック様式の城として建設された。1568年に城はリトアニア大公国の大貴族であるラジヴィウ家の手に渡り、ルネサンス様式の城として完成させた。その後、城は放棄され更にナポレオン戦争で損傷を受けたが、19世紀末には修復を受けた。第二次世界大戦の間、城はドイツ軍に接収されゲットーとして使用された。

## 登録基準
この世界遺産は世界遺産登録基準のうち、以下の条件を満たし、登録された（以下の基準は世界遺産センター公表の登録基準からの翻訳、引用である）。
- (2) ある期間を通じてまたはある文化圏において、建築、技術、記念碑的芸術、都市計画、景観デザインの発展に関し、人類の価値の重要な交流を示すもの。
- (4) 人類の歴史上重要な時代を例証する建築様式、建築物群、技術の集積または景観の優れた例。